# Bäcknate
Bäcknate (Potamogeton polygonifolius) är en växtart i familjen nateväxter. 
Bäcknate har vanligen rödaktiga flytblad och lansettlika undervattensblad. Den växer främst i mycket grunda vatten.
I Sverige förekommer bäcknate mestadels i sötvatten längs Västkusten.